# アダム・モッセーリ
アダム・モッセーリ（Adam Mosseri、1983年1月23日 - ）は、アメリカ合衆国の実業家で、Instagramの責任者。かつてはFacebook, Inc.（現：Meta Platforms, Inc.）の幹部を務めた。

## 来歴
ニューヨーク州チャパクアにて生まれ育つ。父はエジプトカイロ生まれのイスラエル系ユダヤ人の心理療法士、母はアイルランド系カトリック教徒の建築家。弟は作曲家のエミール・モッセーリ。
メディアと情報デザインを学ぶためにニューヨーク大学のギャラティン個別学習スクールに通い、2005年に情報デザインの学士号を取得して卒業した。大学在学中に自身の建築会社となるブランク・モッセーリ（Blank Mosseri ）を設立したほか、アカデミー・オブ・アート大学の非常勤教授やライブビデオのスタートアップであるTokBoxでプロダクトデザイナーとして短期間勤務していた。
2008年にFacebook, Inc.（現：Meta Platforms, Inc.）に入社。同社に入社して以降、デザイン部門からプロダクトマネジメント部門、モバイルアプリやニュースフィードの開発に携わり、その後は同社の製品担当副社長を務めていた。
2018年5月にはInstagramの製品担当副社長に就任したが、Instagram共同創業者のケビン・シストロム（CEO）とマイク・クリーガー（CTO）の退任に伴い、同年10月にInstagram責任者に就任した。

## 人物
妻はインテリアデザイン会社のビジネスパートナーであるモニカ・モッセーリで、子供が2人いる。
一時期はロンドン在住だったが、Metaがロンドンのスタッフの大半を異動または解雇すると発表したため、2023年にカリフォルニア州に戻った。